# 出会い系サイトで70人と実際に会ってその人に合いそうな本をすすめまくった1年間のこと
『出会い系サイトで70人と実際に会ってその人に合いそうな本をすすめまくった1年間のこと』（であいけいさいとでななじゅうにんとじっさいにあってそのひとにあいそうなほんをすすめまくったいちねんかんのこと）は、HMV & BOOKS HIBIYA COTTAGEの店長を務める花田菜々子による青春実録的私小説。

## 収録作品
| #          | 作品名                                         |
| ---------- | ---------------------------------------------- |
| プロローグ | 2013年1月、どん底の夜10時                      |
| 第1章      | 東京がこんなにおもしろマッドシティーだったとは |
| 第2章      | 私を育ててくれたヴィレッジヴァンガード、その愛 |
| 第3章      | 出会い系サイトで人生が動き出す                 |
| 第4章      | ここはどこかへ行く途中の人が集まる場所         |
| 第5章      | あなたの助言は床に落ちてるホコリみたい         |
| 第6章      | 私が逆ナンを身につけるまで―そしてラスボス戦へ  |
| 第7章      | 人生初のイベントは祖父の屍を越えて             |
| エピローグ | 季節はめぐる、終わりと始まり                   |

## 評価
- 能町みね子（イラストレーター / エッセイスト）
  - 「変人の面白エッセイかと思いきや、凡人全員が刺激される強烈な自己啓発本ということが驚きである」[1]
- 岸本佐知子（翻訳家 / エッセイスト）
  - 「きちんと1人ひとりに実際に対面して本を勧めるというのは新しい書評の形かもしれない」[1]
- 最果タヒ（詩人 / 小説家）
  - 「生きている場所も時間も異なる人たちに自分から進む方法なんて誰も知らない。だからこそ本というかけがえない存在を信じられたのと同じように、人というかけがえない存在を信じぬくことができた花田さんは他人の懐に飛び込むことができたのだと思う」[1]

## 書誌情報
- 花田菜々子 『出会い系サイトで70人と実際に会ってその人に合いそうな本をすすめまくった1年間のこと』、河出書房新社
  - 単行本：2018年4月18日発売、ISBN 978-4-309-02672-5
  - 文庫本：2020年2月06日発売、ISBN 978-4-309-41731-8

## テレビドラマ
『出会い系サイトで70人と実際に会ってその人に合いそうな本をすすめまくった1年のこと』（であいけいさいとでななじゅうにんとじっさいにあってそのひとにあいそうなほんをすすめまくったいちねんのこと）と題して、2021年2月26日の金曜 23時30分 - に第1話から第4話、および同年3月26日の金曜 23時30分 - に第5話から最終話までをWOWOWオンデマンドで配信、および同年3月26日から毎週金曜 23時30分 - にWOWOWプライムで放送。全10回。主演は瀧本美織。
本作では原作を基に、33歳の女性書店員が出会い系サイトで出会った人たちに真剣に本を紹介していくことで自分にも他人にもとことん向き合って、新たな人生を切り開いていく過程を描く。

### キャスト
花田菜々子
演 - 瀧本美織
書店チェーン「カルコレ」の店長であり、本マニア。
健
演 - 竹財輝之助
菜々子の夫であり、「カルコレ」の社員。
遠藤
演 - 森崎ウィン
映像作家。
前田
演 - 塩﨑太智（M!LK）
「カルコレ」に勤務するアルバイト。
後藤
演 - 小西はる
「カルコレ」に勤務するアルバイト。　

#### ゲスト
第1話
土屋
演 - 岩尾望（フットボールアワー）
菜々子が出会い系サイトで初めて会った男性。
コージ
演 - 板垣瑞生
超ポジティブでテンション高めの男性。
第2話
吉田
演 - 丸山智己
「カルコレ」本社勤務の菜々子の先輩。
原田
演 - 栗原類
独特の趣味を持つ礼儀正しい男性。
第3話
大橋
演 - 加藤諒
自身の言動で菜々子を驚かせる男性。
井田
演 - 富田健太郎
自称AU×AUポリスを名乗る男性。
高島
演 - 森優作
仕事論を語るプライドの高い男性。
第5話
あみ
演 - 里々佳
菜々子が出会い系サイトで初めて出会う女性。
ユカリ
演 - 伊藤修子
菜々子を新たなステージへと導く女性。
第6話
藤沢
演 - 安井順平
仙台在住の男性。
江崎
演 - きづき
遠藤の友人で、アプリをプロデュースする仕事をしている。
第7話
佐久間
演 - 武井壮
菜々子が憧れるWeb系のライター。
第8話
前野
演 - 奥野壮
わらしべ長者を目指す医学生。
第9話
山下
演 - 池上幸平
京都で独自の書店を展開する店主。
第10話
俵
演 - 吉田悟郎
菜々子とともにイベントを開催する男性。
山本
演 - 辻千恵
菜々子におすすめの本を聞くために店を訪れる女性。
朝子
演 - 日高七海
イベントに参加する女性。
悠香
演 - 野々村はなの
イベントに参加する女性。
みのり
演 - 富山えり子
イベントに参加する女性。

### スタッフ
- 原作 - 花田菜々子『出会い系サイトで70人と実際に会ってその人に合いそうな本をすすめまくった1年間のこと』（河出文庫刊）
- 監督 - スミス（#1〜4、7）、椿本慶次郎（#8〜10）、戸塚寛人（#5、6）
- 脚本 - 舘そらみ
- 企画プロデュース - ソケット
- プロデュース - 櫻井雄一
- チーフプロデューサー - 宮田徹
- OPテーマ -「ごきげんよう さようなら」yonawo[9]
- EDテーマ -「華にブルー」indigo la End[9]

## 配信・放送日程
| 各話 | 配信日  | 放送日  | 監督       |
| ---- | ------- | ------- | ---------- |
| #01  | 2月26日 | 3月26日 | スミス     |
| #02  | 2月26日 | 4月02日 | スミス     |
| #03  | 2月26日 | 4月09日 | スミス     |
| #04  | 2月26日 | 4月16日 | スミス     |
| #05  | 3月26日 | 4月23日 | 戸塚寛人   |
| #06  | 3月26日 | 4月30日 | 戸塚寛人   |
| #07  | 3月26日 | 5月07日 | スミス     |
| #08  | 3月26日 | 5月14日 | 椿本慶次郎 |
| #09  | 3月26日 | 5月21日 | 椿本慶次郎 |
| #10  | 3月26日 | 5月28日 | 椿本慶次郎 |